# Гарасимчук Ігор Степанович
І́гор Степа́нович Гарасимчу́к (нар. 10 серпня 1992 — 29 серпня 2014) — молодший сержант міліції, учасник російсько-української війни.

## Життєпис
Народився 1992 року в селі Гарасимів (Тлумацький район, Івано-Франківська область). Одружився; виховували дитину.
У часі війни — молодший сержант міліції, батальйон патрульної служби міліції особливого призначення «Івано-Франківськ». 18 серпня 2014-го у складі підрозділу вирушив під Іловайськ.
Загинув 29 серпня 2014-го під час виходу з Іловайського котла «зеленим коридором» на дорозі поміж селом Новокатеринівка та хутором Горбатенко.
3 вересня 2014-го тіло Ігоря Гарасимчука разом з тілами 96 інших загиблих у Іловайському котлі привезено до дніпропетровського моргу. Перебував у списках зниклих безвісти — або полонених.
Похований 23 вересня 2014 року на Краснопільському цвинтарі як тимчасово невстановлений захисник України.
Ідентифікований за ДНК; визнаний загиблим слідчими органами, про що складено відповідну постанову.
Без Ігоря лишились батьки, дружина Гарасимчук Оксана Богданівна та донька.

## Нагороди та вшанування
- За особисту мужність і самовіддані дії, виявлені у захисті державного суверенітету та територіальної цілісності України, нагороджений орденом «За мужність» ІІІ ступеня (31.01.2019, посмертно)[4].
- Його портрет розміщений на меморіалі «Стіна пам'яті полеглих за Україну» в Києві: секція 4, ряд 1, місце 6
- Вшановується 29 серпня на щоденному ранковому церемоніалі вшанування українських захисників, які загинули цього дня в різні роки внаслідок російської збройної агресії[5]
- Недержавна відзнака «Іловайський хрест» (посмертно)